# Miedziana Góra (gemeente)
De gemeente Miedziana Góra is een landgemeente in het Poolse woiwodschap Święty Krzyż, in powiat Kielecki.
De zetel van de gemeente is in Miedziana Góra.
Op 30 juni 2004 telde de gemeente 9837 inwoners.

## Oppervlakte gegevens
In 2002 bedroeg de totale oppervlakte van gemeente Miedziana Góra 70,84 km², waarvan:
- agrarisch gebied: 47%
- bossen: 44%

De gemeente beslaat 3,15% van de totale oppervlakte van de powiat.

## Demografie
Stand op 30 juni 2004:
| Omschrijving                   | Totaal | Totaal | Vrouwen | Vrouwen | Mannen | Mannen |
| ------------------------------ | ------ | ------ | ------- | ------- | ------ | ------ |
| eenheid                        | aantal | %      | aantal  | %       | aantal | %      |
| inwoners                       | 9837   | 100    | 5029    | 51,1    | 4808   | 48,9   |
| bevolkingsdichtheid (inw./km²) | 138,9  | 138,9  | 71      | 71      | 67,9   | 67,9   |

In 2002 bedroeg het gemiddelde inkomen per inwoner 1280,18 zł.

## Plaatsen
- Miedziana Góra
- Bobrza
- Ciosowa
- Ćmińsk
- Kostomłoty Pierwsze
- Kostomłoty Drugie
- Porzecze
- Przyjmo
- Tumlin-Podgród
- Tumlin-Wykień

## Aangrenzende gemeenten
Kielce, Masłów, Mniów, Piekoszów, Strawczyn, Zagnańsk